# Josip Gašpar
Josip "Jozo" Gašpar (Sinj, 15. ožujka 1973.) bivši je hrvatski nogometni reprezentativac.
Veći dio svoje karijere proveo je u zagrebačkom Dinamu, poslije kojeg je igrao za Osijek i brodsku Marsoniju. 
Gašpar ima 12 nastupa za mladu reprezentaciju i jedan nastup za hrvatsku A reprezentaciju 22. listopada 1992. u prijateljskoj utakmici i pobjedi protiv Meksika u Zagrebu (3:0).